# 緒乃冬華
緒乃 冬華（おの ふゆか、1978年1月13日 - ）は、日本の女性声優。アル・シェア（札幌支店）所属。北海道札幌市出身。既婚。旧芸名は大浦 冬華（おおうら ふゆか）。

## 来歴
以前は劇団アルターエゴ、東京俳優生活協同組合（ - 2009年4月）、アクロス エンタテインメント（2009年6月 - 2021年8月）、グリーンノート（2021年10月 - 2024年10月）に所属していた。
2011年7月25日付のブログにて結婚を発表している。2013年8月6日には同じくブログにて女児の出産を報告。
2016年3月より、旧姓（本名）だった「大浦冬華」から「緒乃冬華」へと改名した。
2024年11月からアル・シェア（札幌支店）に所属。

## 人物
趣味はカラオケ、猫を吸う、インテリア、散歩、占星術。特技は歌、ファッションコーディネイト。
資格は正看護師免許。
川澄綾子とは猫好き仲間であり、一緒に食事したり旅行もする。看護師・保健師資格を持つ。心屋仁之助に傾倒しており、心屋塾の心屋リセットカウンセリングマスターの資格も持ち、ブログでその内容に言及することも多い。

## 出演
太字はメインキャラクター。

### テレビアニメ
2001年
- テニスの王子様（小坂田朋香）
- Dr.リンにきいてみて!（級友）
- 遊☆戯☆王デュエルモンスターズ（ブラック・マジシャン・ガール〈初代〉、幸子）

2003年
- 真・女神転生Dチルドレン ライト&ダーク（ローザ）
- ふたつのスピカ（近江圭）
- 満月をさがして（羊角の少女）

2004年
- 愛してるぜベイベ★★（元木舞）
- 学園アリス（飛田裕）
- こちら葛飾区亀有公園前派出所（女学生、少年、園児、女の子A、女の子、ヒーローD、ラウンドガール、涼子）
- とっとこハム太郎 はむはむぱらだいちゅ!（リリィ）
- 忘却の旋律（カオン）
- メジャー 第1シリーズ（佐藤寿也〈幼少期〉）

2005年
- アニマル横町（タケル）
- 苺ましまろ（5年生女子）
- AIR（男の子、まいかの母）
- おくさまは女子高生（女子生徒）
- 絶対少年（女の子A）
- トリニティ・ブラッド（カーリー）
- ハチミツとクローバー（2005年 - 2006年、女子C、女子学生A、母親） - 2シリーズ
- ふしぎ星の☆ふたご姫（アナウンス）
- ローゼンメイデン トロイメント（女狐）
- 韋駄天翔（アキラ）
- わがまま☆フェアリー ミルモでポン! わんだほう（村松敏夫）

2006年
- ARIA The NATURAL（シングルウンディーネA）
- おとぎ銃士 赤ずきん（同級生）
- かしまし 〜ガール・ミーツ・ガール〜（女医）
- ガラスの艦隊（包術士カマンベール）
- Gift 〜eternal rainbow〜（幼い春彦）
- きらりん☆レボリューション（幼いすばる）
- ケロロ軍曹（2006年 - 2010年、子供、男の子〈タクヤ〉）
- 地獄少女 シリーズ（2006年 - 2009年、飯合蛍、女生徒、百鬼花緒里） - 2シリーズ
- しにがみのバラッド。（宮崎エコ、男の子A）
- Strawberry Panic（水無瀬沙希子）
- タクティカルロア（鮎原水萌、磯村早瀬）
- 爆球Hit! クラッシュビーダマン（花嫁〈会長の娘〉）
- ふしぎ星の☆ふたご姫 Gyu!（カーラ、フラン）
- BLOOD+
- 護くんに女神の祝福を!（2006年 - 2007年、桐島瑤子、アナウンス）
- 無敵看板娘（司会者）
- MÄR-メルヘヴン-（少年ロラン）
- 流星のロックマン（2006年 - 2008年、星河スバル / ロックマン）　- 2シリーズ
- REC（女性アナ）
- ワンワンセレプー それゆけ!徹之進（花咲ハナ、サジット 他）

2007年
- 怪物王女（日和見日郎〈ヒロ〉）
- 機神大戦ギガンティック・フォーミュラ（アリス）
- スカイガールズ（女子学生、一条静子）
- 逮捕しちゃうぞ フルスロットル（女性）
- なぞなぞう（トラジ）
- のだめカンタービレ（美加、女子学生A）
- 爆丸バトルブローラーズ（2007年 - 2011年、先生、ケンタ、デイジー、セイレーン、COM音声、セリーヌ） - 3シリーズ
- ひぐらしのなく頃に解（田無美代子）
- ぷるるんっ!しずくちゃん（2007年 - 2008年、アメリちゃん） - 2シリーズ
- ぼくらの（カコ姉、往住圭子、女性店員、先生）
- やっこはん姉妹（きぬやっこ）
- レンタルマギカ（2007年 - 2008年、いつき幼少時、老女優）

2008年
- おでんくん（大輔、女性リポーター）
- キミキス pure rouge（摩央の母）
- CLANNAD-クラナド-（朋也〈子供〉）
- 屍姫 シリーズ（2008年 - 2009年、犬彦瑞樹） - 2シリーズ
- 絶対可憐チルドレン（宿木明）
- To LOVEる -とらぶる-（2008年 - 2015年、レン・エルシ・ジュエリア、ルン・エルシ・ジュエリア） - 4シリーズ
- 夏目友人帳（2008年 - 2011年、名取周一〈少年時代〉、木の上の妖怪） - 2シリーズ
- 破天荒遊戯（マデイラ）
- 魔法遣いに大切なこと 〜夏のソラ〜（佐藤みちる）
- ユメミル、アニメ「onちゃん」（2008年 - 2010年、okちゃんのママ、助手、mo） - 2シリーズ

2009年
- 青い花（花城千津、山吹）
- うみねこのなく頃に（ラムダデルタ）
- 怪談レストラン（2009年 - 2010年、大空ブンタ、女子生徒、看護師、沢渡）
- 鋼殻のレギオス（ナルキ・ゲルニ）
- 極上!!めちゃモテ委員長（近藤みつき）
- とらドラ!（大河母）
- バスカッシュ!（サウザント）
- バトルスピリッツ 少年激覇ダン（2009年 - 2010年、馬神弾〈ダン〉）
- PandoraHearts（ヴィンセント＝ナイトレイ〈幼少時〉）

2010年
- 裏切りは僕の名前を知っている（少年千紫郎）
- さらい屋 五葉（おたけ）
- 聖痕のクェイサー（2010年 - 2011年、ジータ・フリギアノス） - 2シリーズ
- ちゅーぶら!!（生徒）
- 伝説の勇者の伝説（キファ・ノールズ、ライナ幼少期）
- FAIRY TAIL（2010年 - 2024年、イヴ・ティルム、エンジェル / ソラノ、ユキノ・アグリア、ちびスティング） - 4シリーズ
- バトルスピリッツ ブレイヴ（2010年 - 2011年、馬神弾〈ダン〉）
- ポケットモンスター ダイヤモンド&パール（ヨーシチ）

2011年
- あの日見た花の名前を僕達はまだ知らない。（芽衣子の母 / 本間イレーヌ）
- いつか天魔の黒ウサギ（日向〈子供時代〉）
- 世界一初恋（OL）
- デジモンクロスウォーズ 〜時を駆ける少年ハンターたち〜（剣崎ムサシ）
- はっぴ〜カッピ（木下ナツメ、コバラ、ネコ、ジョセフィーヌ）
- 花咲くいろは（立花母）
- BLEACH（女将）
- マイの魔法と家庭の日（担当の先生）

2012年
- あの夏で待ってる（小倉真奈美）
- うぽって!!（エスケー先生）
- AKB0048（ともちん姉）
- カードファイト!! ヴァンガード アジアサーキット編（カラス・エンドウ）
- 銀河へキックオフ!!（内村桂、チームメイト、コーラー、降矢真亀）
- シャイニング・ハーツ 〜幸せのパン〜（フローラ、シュウ）
- トータル・イクリプス（中隊長）
- 緋色の欠片（春日美鈴）

2013年
- 銀の匙 Silver Spoon（御影母）
- 凪のあすから（ちさきの母）
- 幕末義人伝 浪漫（お涼）
- 八犬伝―東方八犬異聞― 第二期（大黒堂・娘）
- メタルファイト ベイブレード ZEROG（バイフー）

2014年
- 東京ESP（大空麗亜）
- 東京喰種トーキョーグール（2014年 - 2018年、入見カヤ） - 3シリーズ

2015年
- トリアージX（狭霧友子）
- ローリング☆ガールズ（執行玖仁子）

2016年
- 昭和元禄落語心中（女中）
- ONE PIECE 〜ハートオブゴールド〜（リビア）
- 魔法少女育成計画（華乃の母）

2018年
- 伊藤潤二『コレクション』（谷山まどか）
- メジャーセカンド（佐藤寿也〈幼少期〉）
- BAKUMATSU（2018年 - 2019年、高須久子） - 2シリーズ

2019年
- ロード・エルメロイII世の事件簿 -魔眼蒐集列車 Grace note-（ワレッタ・コドリントン）

2020年
- はてな☆イリュージョン（ディナ・キャメロット）
- フルーツバスケット（依鈴の母）

2021年
- ひぐらしのなく頃に業（高野三四）
- もっと!まじめにふまじめ かいけつゾロリ（女王）

2023年
- あやかしトライアングル（ルン）

### 劇場アニメ
- こちら葛飾区亀有公園前派出所 THE MOVIE2 UFO襲来! トルネード大作戦!!（2003年、田中竜平〈子供時代〉）
- 劇場版 テニスの王子様 跡部からの贈り物 〜君に捧げるテニプリ祭り〜（2005年、小坂田朋香）
- 劇場版MAJOR メジャー 友情の一球（2008年、佐藤寿也）
- 宇宙戦艦ヤマト 復活篇（2009年、佐々木美晴[32]）
- たんすわらし。（2011年、マサ）
- 豆富小僧（2011年、河童）
- アシュラ（2012年、又八）
- 劇場版 あの日見た花の名前を僕達はまだ知らない。（2013年、イレーヌ）

### OVA
2004年
- サクラ大戦 ル・ヌーヴォー・巴里（子供たち）

2005年
- 鴉 -KARAS-（女子アナ）
- GUNDAM EVOLVE../14 武者頑駄無（次武千代）

2006年
- FREEDOM
- マリア様がみてる 3rdシーズン（放送部員）
- sin in the rain（由の友人）

2007年
- 真救世主伝説 北斗の拳 ユリア伝（ユリア〈少女時代〉）
- リカちゃん（さくらちゃん）

2009年
- 灼眼のシャナS（準子の母）
- To LOVEる -とらぶる- OVA（レン・エルシ・ジュエリア、ルン・エルシ・ジュエリア）※コミックス第13巻、第15巻、第16巻限定版に付属

2010年
- To LOVEる -とらぶる- OVA（ルン）※コミックス第17巻限定版に付属
- とある科学の超電磁砲（城南朝来）

2011年
- デッドマン・ワンダーランド（月吉イズル）

2012年
- To LOVEる -とらぶる- ダークネス（ルン・エルシ・ジュエリア）※コミックス第6巻限定版に付属

2013年
- To LOVEる -とらぶる- ダークネス（ルン・エルシ・ジュエリア）※コミックス第9巻限定版に付属

2015年
- To LOVEる -とらぶる- ダークネス（ルン・エルシ・ジュエリア）※コミックス第13巻限定版に付属
- トリアージX（狭霧友子）※コミックス12巻限定版に付属

2016年
- To LOVEる-とらぶる- ダークネス（ルン・エルシ・ジュエリア）※コミックス第17巻限定版に付属

### Webアニメ
- リカちゃんと魔法の国（2009年、さくら）
- Starry☆Sky（2011年、一樹の母）
- FASTENING DAYS（2014年、ヨージ[33]）
- 成長戦隊ノビルンジャー（2017年、マグネシウム）
- ナンバカ（2017年、三蔵法月、三蔵法子）
- バトルスピリッツ サーガブレイヴ（2019年 - 2020年、馬神弾[34]）
- バトルスピリッツ 赫盟のガレット / ミラージュ（2020年 - 2022年、アルス・グリンホルン[35][36]、馬神弾）- 2作品

### ゲーム
時期不明
- テニスの王子様シリーズ（小坂田朋香）

2003年
- 機甲兵団J-FHOENIXⅡ～序章編（リーネ・フォルテ）
- 探偵学園Q 奇翁館の殺意（貴志豊果）

2005年
- アーマード・コア ラストレイヴン（プリンシバル）
- アニマル横町〜どき☆どき 救出大作戦!の巻〜（松崎光太郎 / 光くん）

2006年
- カドゥケウスZ 2つの超執刀（明神さやか）
- 幻想水滸伝V（ラン、エレシュ、アレニア）
- Elebits（アナ〈ママ〉）

2007年
- 喧嘩番長2 フルスロットル（水無月明日香）
- DEAR My SUN!!〜ムスコ★育成★狂騒曲〜（紫藤雷斗〈子供〉）
- ひぐらしのなく頃に祭 カケラ遊び（田無美代子）
- 流星のロックマン2（星河スバル）

2008年
- スターオーシャン2 Second Evolution（チサト・マディソン）
- 絶対可憐チルドレンDS 第四のチルドレン（宿木明）
- To LOVEる -とらぶる- ワクワク! 林間学校編（レン、ルン）
- To LOVEる -とらぶる- ドキドキ! 臨海学校編（レン、ルン）
- 流星のロックマン3（星河スバル）

2009年
- バトルスピリッツ 輝石の覇者（馬神弾〈ダン〉）
- ひぐらしデイブレイク Portable MEGA EDITION（田無美代子）
- ロックマン エグゼ オペレート シューティングスター（星河スバル）

2010年
- うみねこのなく頃に 〜魔女と推理の輪舞曲〜（ラムダデルタ）
- ロード オブ アルカナ（バトルボイス）

2011年
- うみねこのなく頃に散 〜真実と幻想の夜想曲〜（ラムダデルタ）
- ガチトラ! 〜暴れん坊教師 in High School〜（黒木悠美）
- 機動戦士ガンダム オンライン（女性パイロット1）

2012年
- 機動戦士ガンダムSEED BATTLE DESTINY（カスタムパイロット）
- ソウルキャリバーV（ナツ）
- FAIRY TAIL ゼレフ覚醒（イヴ・ティルム）
- 黄金夢想曲†CROSS（ラムダデルタ）

2013年
- 幻獣姫（エリス、サーペント）

2014年
- 青春姫 SCHOOL PRINCESS（秋元ひめこ）
- マブラヴ オルタネイティヴ トータル・イクリプス（如月佳織中尉） - PC版

2015年
- ウチの姫さまがいちばんカワイイ（変身姫 ジャスティ☆レディ）
- To LOVEる -とらぶる- ダークネス トゥループリンセス（ルン・エルシ・ジュエリア、レン・エルシ・ジュエリア）
- ひぐらしのなく頃に粋（田無美代子）
- PROJECT X ZONE 2：BRAVE NEW WORLD（凪津）

2016年
- バンドやろうぜ!

2017年
- スターオーシャン:アナムネシス（チサト・マディソン）

2019年
- SDガンダム GGENERATION CROSSRAYS（レディ・アン）

2020年
- アズールレーン（ガングート）
- ゼノンザード（馬神弾）

2021年
- うみねこのなく頃に咲 〜猫箱と夢想の交響曲〜（ラムダデルタ）
- ロックマンX DiVE（シューティングスター・ロックマン）

2022年
- バトルスピリッツ コネクテッドバトラーズ（馬神弾）

2023年
- STAR OCEAN THE SECOND STORY R（チサト・マディソン）

2024年
- 機動戦士ガンダム アーセナルベース（レディ・アン）

### ドラマCD
- 怪物王女 シリーズ（日和見日郎）
  - 放浪王女
  - 廃屋王女
- 神様のメモ帳 シリーズ（ミンさん）
  - 神様のメモ帳 おしゃれサギ師の末路
  - 神様のメモ帳 歌姫の危険なアングル
- さらい屋 五葉 ドラマCD（おたけ）
- To LOVEる -とらぶる-（レン、ルン）
- ポーの一族 第5巻（アンナ）
- 花は桜よりも華のごとく（白火）
- ひぐらしのなく頃に解祭囃し編（田無美代子）
- クリセニアン夢語り -エル・デオの眠れる王に-（ラリッサ皇后、シェナ皇女）
- バトスピ大好きスペシャルデッキ&ドラマセット ドラマCD「ロロとトリックスターの異界見聞録」（天使ティアエル）
- となりのネネコさん（小林泉）
- The Epic of Zektbach Novel CD Series 〜Masinowa〜（ギジリ〈幼少期〉）

### 吹き替え

#### 映画・テレビドラマ
2002年
- デッドゾーン（ハーブ〈少年時代〉）

2004年
- パパラッチ

2005年
- エアポート'05
- デンジャラス・ビューティー2（パム）

2006年
- キング・コング

2008年
- サイコハウス（マックス・イーストマン）
- BIOHAZARD デス・プラント（イジー）
- 紀元前1万年

2009年
- ファイヤーウォール（サラ・スタンフィールド〈カーリー・シュローダー〉）※テレビ朝日版

2011年
- パーティー・ナイトはダンステリア（ウェンディ・フランクリン〈アンナ・ファリス〉）

2012年
- ゴースト・バディーズ/小さな5匹の大冒険

2015年
- ウェイワード・パインズ 出口のない街（シャニン・ソッサモン〈テレサ・バーク〉）

2018年
- コップ・ベイビー（ペトロヴナ警視正）

2019年
- コードネーム: ウイスキー&キャバリエ -ふたりは最強スパイ-（フランチェスカ・トローブリッジ〈ローレン・コーハン〉）

#### アニメ
2005年
- ドラゴンブースター（ランス）

2007年
- マイティ・ダックス（マロリー）

2008年
- かたつむリンピック（ティト）

### 実写
- 劇団K-Show 7th.PRODUCE 演劇DVD「かかしのうた」（越前はな）
- Wonderful World（長岡医院の看護師）

### 音楽CD
- テニスの王子様 ゴー!ゴー!ガールズ!!（小坂田朋香）
- To LOVEる -とらぶる- シリーズ（レン、ルン）
  - To LOVEる -とらぶる- Variety CD その2
  - To LOVEる -とらぶる- Variety CD その4
  - To LOVEる -とらぶる- キャラクターソング集
- サウンドトラック 秘宝伝〜太陽を求める者達〜（ディスク：1『マーヤ的序曲』）

### ナレーション
- 駅弁ひとり旅（2012年4月 - 6月、BSジャパン）
- 趣味の園芸ビギナーズ（2015年1月 - 3月、Eテレ）
- 鉄道伝説（2018年 - 、BSフジ）
- 坂上・良純・宇賀のニッポンの酒（2021年12月28日、テレビ朝日）

### ラジオ
- テニスの王子様 オン・ザ・レイディオ（2004年、文化放送）
- 音遊塾（番組内コーナー「沢口千恵・大浦冬華のガチンコバラエティー〜ガチバラ!〜」MC）
- 新テニスの王子様 オン・ザ・レイディオ（2022年、文化放送）

### CM
- 角川書店 ケロケロエース（ナレーション）
- サンヨー食品 ポケモンヌードル（ナレーション）
- バトルスピリッツ（馬神弾 / 放浪者ダン）

### 舞台
- 劇団K-Show 7th.PRODUCE「かかしのうた」（2008年8月26日 - 31日）
- クロジ 第8回「きんとと」（2009年10月1日 - 4日）
- 裁判長!ここは懲役4年でどうすか The Stage（2012年1月25日 - 29日、スペース・ゼロ）

### テレビ番組
- 声優都内観光〜マル福ツアーズ 第13回（2010年4月）

### その他コンテンツ
- パチスロ 秘宝伝 シリーズ（マーヤ） 
  - 秘宝伝〜封じられた女神〜
  - クレアの秘宝伝〜はじまりの扉と太陽の石〜
  - 秘宝伝〜太陽を求める者達〜
  - クレアの秘宝伝〜眠りの塔とめざめの石〜

### シリーズ一覧
1. ↑  第1期（2005年）、第2期『II』（2006年）
2. ↑  第2期『二籠』（2006年 - 2007年）、第3期『三鼎』（2009年）
3. ↑  『流星のロックマン』（2006年 - 2007年）、『流星のロックマン トライブ』（2007年 - 2008年）[19]）
4. ↑  第1期（2007年）、第2期『ニューヴェストロイア』（2010年）、第3期『ガンダリアンインベーダーズ』（2011年）
5. ↑  第1期（2007年）、第2期『あはっ☆』（2008年）
6. ↑  第1期『屍姫 赫』（2008年）、第2期『屍姫 玄』（2009年）
7. ↑  【To LOVEる -とらぶる-】
第1期（2008年）、第2期『もっとTo LOVEる -とらぶる-』（2010年）
【To LOVEる -とらぶる- ダークネス】
第1期（2012年）、第2期『2nd』（2015年）
8. ↑  第1期（2008年）、第3期『参』（2011年）
9. ↑  第1期（2008年）、第2期『シーズン2』（2010年）
10. ↑  第1期（2010年）、第2期『II』（2011年）
11. ↑  第1期（2010年 - 2013年）、第2期（2014年 - 2015年）、第3期（2018年 - 2019年）、続編『100年クエスト』（2024年）
12. ↑  第1期（2014年）、第2期『√A』（2015年）、最終章『:re』（2018年）
13. ↑  第1期（2018年）、第2期『クライシス』（2019年）